# Долњи Коуњице
Долњи Коуњице (чеш. Dolní Kounice) град је у Чешкој Републици. Град се налази у управној јединици Јужноморавски крај, у оквиру којег припада округу Брно-околина.

## Становништво
Према подацима о броју становника из 2014. године град је имао 2.420 становника.